# Белая эскадрилья
Белая эскадрилья (рум. Escadrila Albă) — подразделение Королевских военно-воздушных сил Румынии, укомплектованное пилотами-женщинами, носившими знаки различия Красного Креста, а Румыния стала единственной страной в мире, у которой во время Второй мировой войны было такое воинское формирование.
Идея создать подразделение санитарных самолётов, управляемых женщинами, принадлежала представительнице румынского княжеского рода Штрибей Марине Штирбей. Эскадрилья, созданная в 1940 году, была оснащена в основном польскими самолётами, доставшимися Румынии после оккупации Польши. Первыми пилотами отряда были Надя Руссо, Мариана Дрэджеску и Вирджиния Томас. Позже подразделение пополнилось и другими лётчиками. Во время Второй мировой войны эскадрилья занималась эвакуацией раненых с Восточного фронта. Эскадрилья была задействована в Бессарабии, под Одессой (1941), в Сталинграде (1942) и в Крыму (1943).  В 1942 году эскадрилья была переименована в 108-ю легкую транспортную эскадрилью и вошла в состав Военно-воздушной транспортной группы наряду с 105 и 107 транспортными эскадрильями.
В ходе Крымской операции 1944 года эскадрилья была перебазирована в Румынию и 25 августа 1944 года фактически прекратила своё существование. Некоторые лётчицы и после этого продолжали работать инструкторами, пилотами связи или пилотами транспортных самолётов. После установления коммунистического режима в Румынии лётчицы эскадрильи подвергались преследованию, вплоть до тюремного заключения и депортации. Сведения об эскадрилье были возвращены в публичный дискурс только после Румынской революции 1989 года.

## Создание
Мысль о создании отряда санитарной авиации под эгидой Красного Креста с пилотами-женщинами по образцу финской женской организации «Лотта Свярд» возникла у Марины Штирбей в 1938 году после посещения Финляндии. Командование Королевских ВВС Румынии одобрило эту идею и пригласило Штрибей провести пробные полеты на военных манёврах. В качестве члена комитета Румынского Красного Креста Штирбей пригласила на манёвры лётчиц Мариану Дрэджеску, Надежду Руссо, Вирджинию Томас, Вирджинию Дужеску и Ирину Бурную.
После успешных полетов на санитарном самолёте Мариана Дрэгеску, Надя Руссо и Вирджиния Томас получили свидетельства о годности к службе в военной авиации. Предложение о создании женского санитарного авиаотряда было одобрено заместителем госсекретаря Румынии по вопросам авиации Георге Йиенеску, и 25 июня 1940 года была образована Санитарная эскадрилья, в состав которой вошли лётчики-стажеры Надя Руссо, Мариана Дрэджеску, Вирджиния Томас и Вирджиния Дужеску. Командовал эскадрильей капитан Георгий Валвари. Эскадрилья расположилась на аэродроме Бэняса в Бухаресте. Пилоты имели статус некомбатантов, однако для того, чтобы в случае захвата противником не считаться шпионами, пилоты эскадрильи имели воинское звание лейтенантов, носили военную форму и получали денежное довольствие.

## Действия
Во время Второй мировой войны эскадрилья занималось эвакуацией раненых с Восточного фронта.

### 1941 год: Бессарабия и Одесса

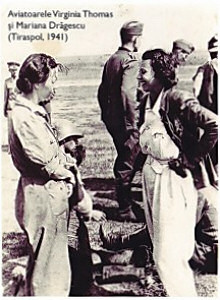
Летчицы Вирджиния Томас и Мариана Дрэджеску в Тирасполе, 1941 год

Незадолго до 22 июня эскадрилья была отправлена на аэродром из Фокшани, а 22 июня перебазировалась в Текуч. В то время в состав эскадрильи входили пилоты Надя Руссо, Мариана Дрэджеску и Вирджиния Томас, а также сержант Николае Попеску, летавший на самолёте Potez 650. Командовал эскадрильей лейтенант Траян Деметреску. 10 июля к эскадрилье присоединились: пилот Вирджиния Дуцеску, медсестра Иоана (Бика) Градинеску и санитар Георг Эрнест.
До 20 августа самолёты эскадрильи перевезли около 200 раненых из городов Романешты, Бессарабка, Хынчешты, Кишинёв, Бельцы и Арциз.
21 августа эскадрилья перебазировалась в Бендеры. Во время Одесской битвы пилоты эскадрильи выполняли до четырёх вылетов в день. Посадки производились на неподготовленных площадках при постоянной опасности атак советской авиации. Вирджиния Дужеску не справилась со стрессом и 1 сентября покинула эскадрилью. Для остальных авиаторов кампания 1941 года завершилась 6 ноября, когда самолёты RWD-13 были отправлены на капитальный ремонт.
Во время боев за Одессу эскадрилья эвакуировала 700 раненых. Всего с 22 июня по 31 декабря 1941 года румынская авиация эвакуировала с фронта 5249 раненых и больных.
Все летчики эскадрильи были отмечены Королевским указом No. 2712 от 12.09.1941, в том числе четыре пилота, были награждены Орденом за авиационную доблесть с мечами класса «Золотой крест». Иоана Градинеску была награждена медалью за авиационную войну (Medalia Aeronautică de Război), а Георге Эрнест — крестом «Санитарные заслуги».

### 1942 год: Сталинград
В 1942 году эскадрилья была переименована в 108-ю легкую транспортную эскадрилью и вошла в состав Военно-воздушной транспортной группы наряду с 105 и 107 транспортными эскадрильями.
1-е звено

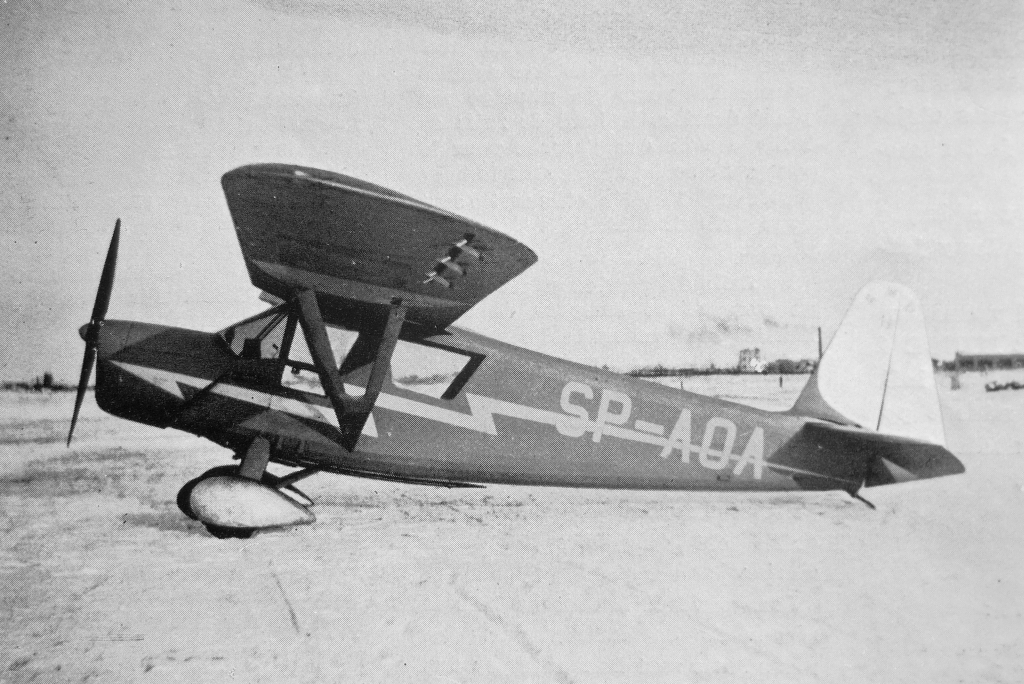
RWD 13

10 апреля 1942 года была создана Военно-воздушная транспортная группа, укомплектованной пилотами государственной авиакомпании LARES (рум. Liniile Aeriene Române Exploatate de Stat) и пилотов «Белой эскадрильи» (командир — капитан Октав Григориу (Octav Grigoriu). В состав группы входили 105-я и 107-я эскадрильи, оснащенные самолётами Junkers Ju 52 и 108-я легкая транспортная эскадрилья, оснащенная легкими одномоторными самолётами. В это время пилотами I звена были Надя Руссо, Мариана Дрэджеску, сержант Вирджиния Томас, сержанты Николае Гэвэнеску и Ион Радлеску и лётчик-санитар Константин Попеску. В состав звена входили три самолёта RWD-13 и три самолёта RWD-13S. Летчиками II звена были сержанты Николае Дочулеску, Александру Соло, Шербан Мэнчулеску, Штефан Петреску, Георге Кожокару, пилот-волонтер Виктория Покол, пилот-волонтер Мария Николае и пилот-волонтер Смаранда Брэеску. В состав звена входили 7 самолётов RWD-13 и один самолёт Bücker Bü 131.
15 мая летчицы Надя Руссо, Мариана Дрэджеску и Вирджиния Томас были награждены Орденом Заслуг германского орла III степени; 18 мая журнал Hamburger Illustrierte публикует о них статью с фотографией на обложке.
18 августа I звено 108-й эскадрильи перебазировалось под Сталинград на аэродром Котельниково в 160 км к юго-западу от Сталинграда. Второе звено 108-й эскадрильи 30 августа перебазировалась в г. Сталино.

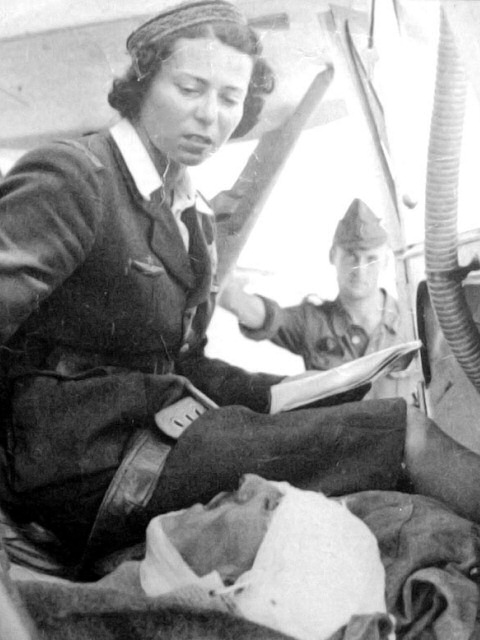
Мариана Дрэджеску перед полетом с раненым. Пос. Плодовитое, сентябрь 1942 года. На заднем плане — Георгий Эрнест.

Эскадрилья занималась эвакуацией раненых в Тирасполь. 10 сентября эскадрилья была переведена в пос. Плодовитое в 40 км к югу от Сталинграда.
1 октября 1-е звено получило приказ о переводе из Плодовитого в Котельниково, а 24 октября самолёты звена были отправлены поездом в Бухарест. Во время ремонта летчицы эскадрильи прошли обучение в школе медсестер при военном госпитале «Регина Элизабета».
С августа по октябрь 1942 1-е звено эвакуировало более 300 раненых, при этом каждый самолёт совершал, в среднем, 3 рейса в день. За героизм в Сталинградской кампании Надя Руссо, Мариана Дрэджеску и Вирджиния Томас были награждены Орденом Креста королевы Марии.
2-е звено
Второе звено 108-й эскадрильи базировалась в Сталино, ежедневно совершая по 3-4 рейса по перевозке раненных из прифронтовой зоны. 27 октября звено переместилось в Ростов, затем в Морозовскую и 2 ноября — вновь в Ростов. 8 января 1943 года звено вернулось в Румынию на аэродром Бэняса (Băneasa). В период с 1 по 15 ноября самолёты 2-го звена эвакуировали более 250 раненых.

### 1943 год: Крым
30 мая командиром эскадрильи был назначен капитан Константин Афендули. Все самолёты была собраны в первое звено. Пилотами в это время были Мариана Дрэджеску, Вирджиния Томас, Стела Хутан, Мария Николае, Виктория Покол и Штефан Петреску. Надя Руссо была вынуждена уйти в отставку по состоянию здоровья. Звено имело три самолёта RWD-13S и три RWD-13.
8 июля первое звено эскадрильи вылетело на аэродром Симферополь в Крыму. Отсюда эвакуировались раненые с Кубанского фронта между Керчью и Симферополем. Уже после двух полетов Марии Николае пришлось вернуться в Бухарест.
Эскадрилья также выполняла разведывательные полеты: 13 июля пилоты Мариана Дрэгеску, Смаранда Брэеску и Стела Хутан провели разведку на маршруте Симферополь — Сарабуз — Симферополь; Вирджиния Томас по тому же маршруту с генералом Петреску на борту. 14 июля пилот Мариана Дрэджеску и Стела Хутан провели разведку по маршруту Симферополь — Керчь — Симферополь, а Вирджиния Томас и Мария Николае — по маршруту Симферополь — Евпатория — Симферополь. 19 июля Смаранда Брэеску и Стела Хутан провели разведку по маршруту Симферополь — Керчь — Симферополь. Эти полеты повторялись до 6 октября.
В конце августа Виктория Покол была отозвана в Бухарест за дисциплинарное нарушение. Звено потеряло первый самолёт: RWD-13S No. 3, пилотируемый Штефаном Петреску, был поврежден в результате вынужденной посадки из-за отказа двигателя. Из-за наступления советских войск аэропорт Симферополя стал небезопасным, поэтому 22 сентября  самолёты звена были отправлены в Румынию, а звено расформировано.  За всю свою деятельность эскадрилья не имела летных происшествий.
13 апреля 1944 года эскадрилья была переведена в Бакэу, где пробыла четыре месяца. Между 22 и 25 августа эскадрилья была переведена в Пэтешти, затем в Кэлэраш и, наконец, была отправлена в Мэркулешти. Это положило конец существованию Санитарной эскадрильи, которая фактически прекратила свою деятельность 25 августа 1944 года.

## Эпилог

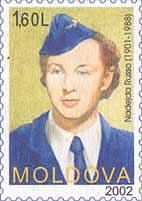
Почтовая марка Молдовы, посвященная Надежде Руссо, 2001 год.

За время войны эскадрилья эвакуировала в тыл более 9000 раненых и больных румынской и немецкой армий. Румыния была единственной страной в мире, у которой во время Второй мировой войны была такая эскадрилья.
После установления коммунистического режима в Румынии летчицы эскадрильи подвергались преследованию, вплоть до тюремного заключения и депортации. Сведения об эскадрилье были возвращены в публичный дискурс только после падения коммунизма в 1989 году.

## В искусстве
В 1943 году итальянская киностудия Artisti Associati при содействии Национального бюро кинематографии Румынии сняла фильм «Squadriglia Bianca» (режиссёр Ион Сава; в главных ролях Клаудио Гора, Лючия Буландра, Тино Бьянки и Мариэлла Лотти). Фильм вышел на экраны в Италии в 1944 году, но затем был запрещен оккупационными властями союзников. Негатив и копии считаются утерянными. Сами авиаторы считали фильм дешёвой мелодрамой, далекой от того, чем на самом деле была «Белая эскадрилья».
В 2004 году на киностудии румынской армии был снят документальный фильм «Белая эскадрилья».

## Память
- После распада СССР улица имени Марины Расковой в Кишинёве была переименована в улицу Надежды Руссо[42].

## Фотоархив

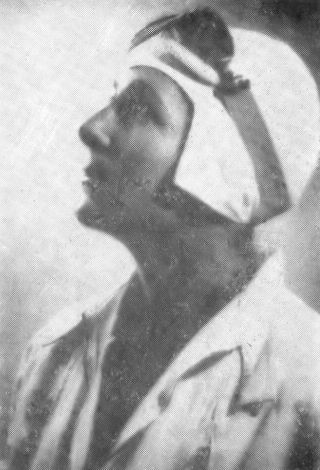
Марина Штрибей
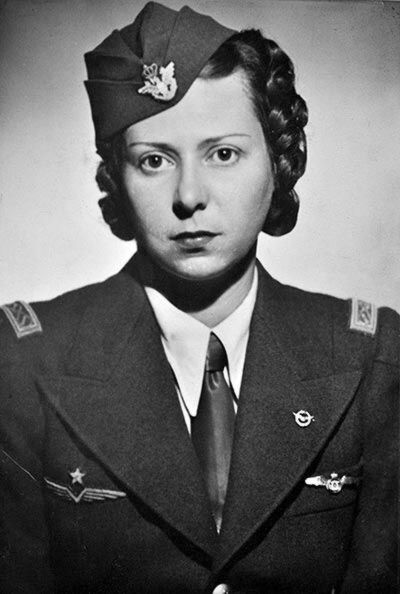
Мариана Дрэджеску
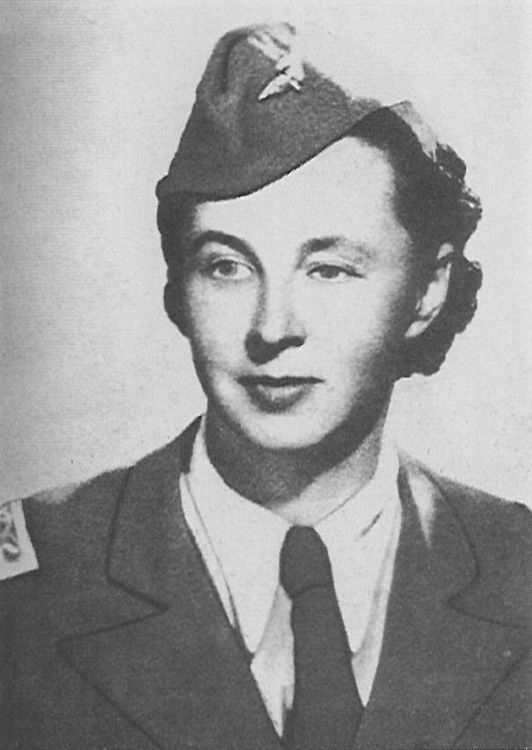
Надя Руссо
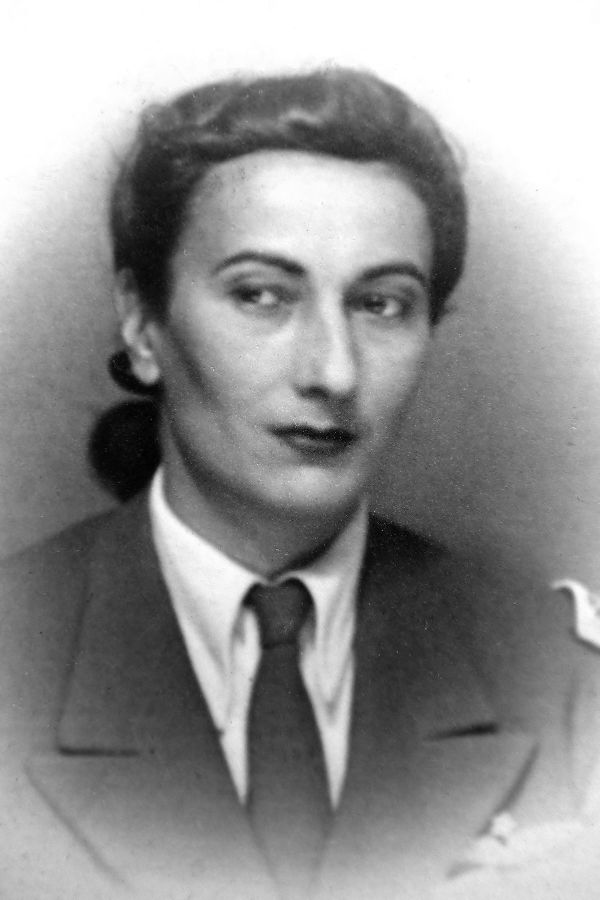
Вирджиния Дутеску
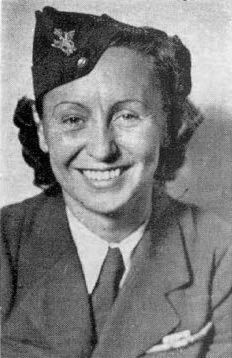
Вирджиния Томас
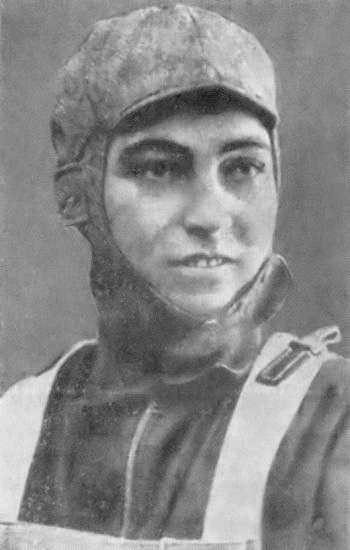
Смаранда Браеску
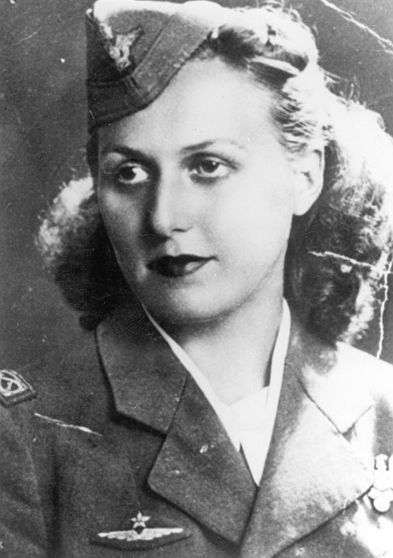
Стелла Хутан

## Сноски

### Комментарии
1. ↑  Вначале официально называлась Санитарная эскадрилья. Название «Белая эскадрилья» придумал итальянский журналист Курцио Малапарте, поскольку самолеты изначально были выкрашены в белый цвет с красным крестом. На Восточном фронте самолеты были перекрашены в защитные цвета, поскольку советские истребители не обращали внимания на символику Красного креста и атаковали санитарные самолеты[1][2][3].
2. ↑  Женевские конвенция о помощи раненым от 1929 года предусматривает беспрепятственные полеты санитарной авиации под эгидой Красного Креста во время вооруженных конфликтов[4]
3. ↑  В 1929 году СССР подписал Конвенцию об улучшении участи раненых и больных в действующих армиях — одну из двух Женевских конвенций 1929 года, но не стал подписывать Конвенцию о военнопленных.
4. ↑  Дочь князя Джордже Штрибея и племянница бывшего премьер-министра Румынии Барбу Штрибея. Член Центрального комитета Румынского Красного Креста[4]
5. ↑  В частности, пилот эскадрильи Надя Руссо в 1951 году была приговорена к семи годам тюремного заключения, из которых отбыла шесть и дополнительно пять лет провела в ссылке.
6. ↑  Ирина Бу́рная — известная к тому времени румынская летчица, после первого пробного полета с раненым, отказалась летать в санитарной эскадрилье и в течение военного времени служила в эскадрилье связи.
7. ↑  Легкий самолет RWD-13 был разработан в Польше в 1930-х годах. Имел такие достоинства как: укороченные взлет и посадка, легкость управления и хорошая стабильность в полете. Санитарный вариант RWD-13S имел боковой люк для погрузки носилок[22].
8. ↑  Предназначался для награждения иностранных граждан.